# MNG (informatika)
Az MNG (Multi-image Network Graphics, helyes kiejtése „Ming”) a számítástechnikában egy képformátum szabvány neve. Ugyanezen szabvány tartalmazza a JNG formátum definícióját is, mely az MNG JPEG/JFIF-en alapuló változata (a PNG helyett).
Az MNG-nek nem célja a filmek (kép+hang) támogatása, a fő célja a webes animációkhoz egy rugalmas és kis méretű formátumot biztosítani.
Az MNG jellemzői:
- a PNG-ből alakult ki, előnyeinek nagy részét is átvéve, alkalmazva,
- képes több képet tartalmazni, vagyis alapvetően animációkra, mozgógépekre készült,
- fő cél a webes alkalmazás volt, ezért a PNG-hez hasonlóan támogatja az átlátszóságot (alfa csatorna),
- támogatja a veszteséges (JNG) és veszteségmentes tömörítést (MNG),
- szabadon használható algoritmusokat használ, így nem kell utána licencdíjat fizetni.

Hátránya az, hogy nem túl sok böngésző illetve program támogatja, illetve sok esetben külső plugin szükséges kezeléséhez.